# Roundhead

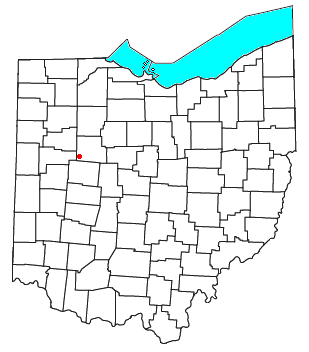
Lokalizacja

Roundhead – obszar niemunicypalny w Hardin County, w Ohio (Stany Zjednoczone), znajdujący się 24 km na południowy zachód od Kenton, na wysokości 306 m. Kod pocztowy to 43346.
Roundhead zostało założone w roku 1832. Znajduje się tam urząd pocztowy (otwarty 21 sierpnia 1876), szkoła podstawowa, straż pożarna i dwa cmentarze.